# Kubai karcsúboa
A kubai karcsúboa (Chilabothrus angulifer, korábban Epicrates angulifer) a kígyók alrendjébe és az óriáskígyófélék (Boidae) családjába tartozó szárazföldi kígyófaj.

## Előfordulása

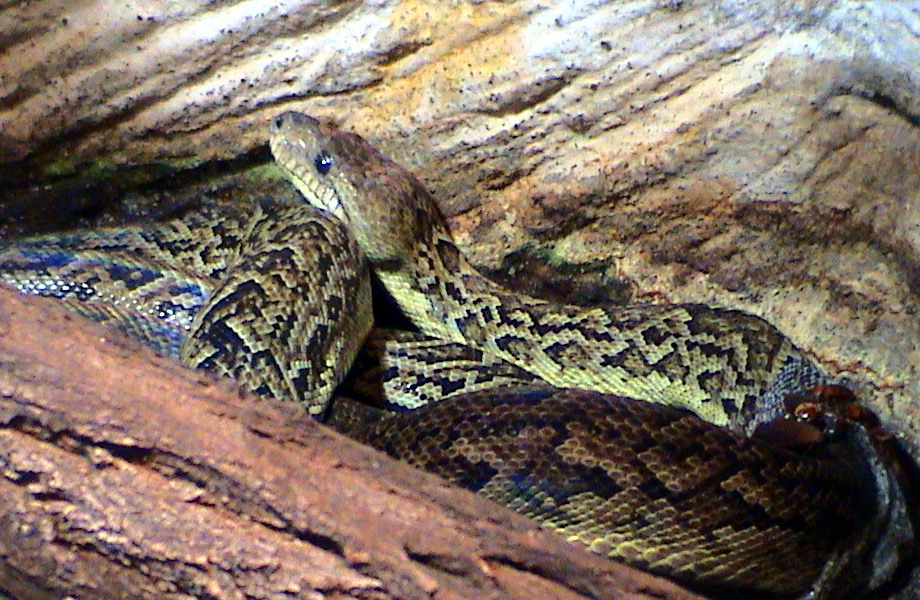

A faj neve is mutatja, hogy Kuba trópusi éghajlatú szigetén, illetve a körülötte fekvő kisebb szigeteken (Los Canarreos, Los Colorados, Sabana-Camaguey és Juvendos) él, a sűrű növényzettel benőtt területeken, így például mangróve-erdőkben.

## Megjelenése
A kubai karcsúboa alapvetően barna színű, hátán szabályos, sötétebb geometrikus minta fut végig. A pikkelyek megfelelő fényben színesen irizálnak. Testhossza átlagosan 3,5 – 4 méter, a nőstényeké azonban inkább csak 2,8 – 3,5 méter. A test meglehetősen vastag, erős, kevésbé nyúlánk.

## Életmódja

A faj meglehetősen békés, rejtőzködő alaptermészetű. Elsősorban rágcsálókkal táplálkozik, amiket óriáskígyó módjára megfojt, majd egyben, fejjel előre nyel le. Egy kiadós zsákmány emésztése több napig, olykor hetekig is eltarthat, ilyenkor az állat nyugalmas helyre vonul.

## Szaporodása
A karcsúboák mindegyike álelevenszülő, azaz tojással szaporodnak, de az utódok az anyaállat testében, a petevezetékben kelnek ki. A 4-8 kiskígyó kezdettől fogva önálló, az egy héten belül bekövetkező első vedlést követően már táplálkoznak is. A kubai karcsúboa legfeljebb 15 évig él.

## Védettség
A kubai karcsúboát leginkább élőhelye, a trópusi erdőségek pusztulása veszélyezteti, ezért a Természetvédelmi Világszövetség értékelése szerint negatív kilátású. Magyarországon csak a Fővárosi Állat- és Növénykert és a Pécsi Állatkert mutat be kubai karcsúboákat, amelyek fogságban csak speciális körülmények között szaporodnak. Nem tartozik a veszélyes állatok közé, tehát tartása nem engedélyhez kötött.